# Còndor de Califòrnia
El còndor de Califòrnia (Gymnogyps californianus) és un ocell rapinyaire d'hàbits necròfags, de la família dels voltors del Nou Món (Cathartidae). Actualment habita una restringida zona del sud-oest dels Estats Units, a l'àrea del Gran Canyó, el Parc Nacional Zion i les muntanyes costaneres de Califòrnia, arribant a la Baixa Califòrnia. El seu estat de conservació es considera en perill crític d'extinció.
És l'ocell terrestre més gros d'Amèrica del Nord, i l'únic membre viu del gènere Gymnogyps, malgrat que s'han trobat restes fòssils d'altres espècies.